# Hendrikus Sommers
Hendrikus Sommers (ur. 19 listopada 1912, zm. 19 czerwca 1959) – indonezyjski piłkarz, reprezentant kraju. Podczas kariery występował na pozycji napastnika.

## Kariera klubowa
Podczas kariery piłkarskiej Henk Sommers występował w klubie Spartak Batavia.

## Kariera reprezentacyjna
Henk Sommers występował w reprezentacji Indii Holenderskich w latach trzydziestych. W 1938 roku uczestniczył w mistrzostwach świata. Na mundialu we Francji wystąpił w przegranym 0-6 spotkaniu I rundy z Węgrami.